# Garfield (Île-du-Prince-Édouard)
Pour les articles homonymes, voir Garfield.
Garfield est une communauté dans le comté de Queens de l'Île-du-Prince-Édouard, Canada, au sud-est de Charlottetown.